# Flow (gruppo musicale)
Flow (フロウ?, Furou) è un gruppo musicale pop punk giapponese, che incide attualmente per SACRA MUSIC e viene distribuito dalla Sony Music Japan. Flow è composto da cinque membri: due cantanti (di cui uno è anche secondo chitarrista), un batterista, un bassista e un chitarrista.

## Storia
Flow si è formato nel 1993, quando i due fratelli Kōshi (il maggiore) e Take (il minore) iniziarono a fare musica assieme. I due formarono i Flow nel 1998 e a loro successivamente si unirono Keigo (cantante), Gotō (bassista) e Iwasaki (batterista, entrato nel gruppo nel 2000). Nel 2001 la band pubblicò il suo primo maxi single, Flow #0. Il complesso fece poi uscire due mini album nello stesso anno, che conquistarono le indie charts del Giappone. Okuru Kotoba, il primo singolo di Flow, venne pubblicato nel gennaio 2003 e rimase nella Oricon indie chart per sette settimane consecutive e raggiunse la posizione numero sei nella classifica generale dei singoli. Nella primavera di quell'anno il loro primo album su larga scala, Splash!!!, debuttò al secondo posto. Nel luglio 2003 il singolo Blaster venne pubblicato da una major discografica, la Ki/oon Records. Nell'aprile 2004 Flow fece uscire Go!!!, che stazionò nella Oricon Top 10 Chart per tre settimane. Nel maggio 2004 la band pubblicò il suo secondo album, Game.
Seguì una serie di singoli e nel luglio 2005 il gruppo fece uscire il suo terzo album, Golden Coast. Dalla pubblicazione di quest'ultimo, Flow ha pubblicato due singoli con nuovi A-sides, ma uno di questi (Around the World/Kandata) ebbe una doppia pubblicazione A-side. Le canzoni Go!!!, Re:member e Sign sono state utilizzate come opening themes nell'anime Naruto. Days è stata scelta come prima opening theme per la serie animata dello Studio Bones Eureka Seven e Realize come opening per il videogioco per la Playstation 2 basato sullo stesso anime. Flow si è esibito per la prima volta dal vivo in America a Dallas, nel Texas, il 2 settembre 2006 all'Anime Fest, tenutosi allo Hyatt Hotel e al Convention Center nel centro della città. La band interpretò nel 2006 Colors, la prima opening per la serie originale dello Studio Sunrise Code Geass: Lelouch of the Rebellion, mentre il brano Answer venne usato come sigla di apertura della serie live action Tantei gakuen Q. Assieme alla band hip-hop Home Made Kazoku, il gruppo ha interpretato Night Parade. Nel febbraio 2008 venne pubblicato un nuovo singolo, Arigatō, seguito nel luglio dello stesso anno dalla opening di Persona: Trinity Soul, Word of the Voice. Sempre nel 2008 Flow ha fatto uscire World End, seconda opening theme dell'anime Code Geass: Lelouch of the Rebellion R2. Nel 2009 la band ha realizzato la sesta sigla di apertura di Naruto: Shippuden, Sign. Il gruppo ha poi pubblicato una compilation di B-side nel novembre 2009 dal titolo Coupling Collection.
Nel 2013 la band ha reinterpretato la canzone Cha-La Head-Cha-La di Hironobu Kageyama per l'uscita del film Dragon Ball Z: La battaglia degli dei; sempre per questo evento hanno composto la canzone Hero-kibou no uta.

## Formazione
- Voce: Keigo Hayashi
- Voce/Chitarra: Kōhshi Asakawa
- Chitarra: Takeshi Asakawa
- Basso: Yasutarō Gotō
- Batteria: Hiroshi Iwasaki

## Discografia

### Singoli
1. Okuru Kotoba (贈る言葉?, 15 gennaio 2003)
2. Blaster (ブラスター?, Burasutā, 2 luglio 2003)
3. Dream Express (ドリームエクスプレス?, Dorīmu Ekusupuresu, 18 settembre 2003)
4. Ryūsei/Sharirara (流星/シャリララ? 18 febbraio 2004)
5. Go!!! (28 aprile 2004) - Quarta sigla di apertura di Naruto.
6. Life Is Beautiful (3 novembre 2004)
7. Rookie/Stay Gold (27 aprile 2005) - Colonna sonora del film coreano Make It Big.
8. Days (1º giugno 2005) - Prima sigla di apertura di Eureka Seven.
9. Garden (Summer Edit) (3 agosto 2005)
10. Re:member (31 maggio 2006) - Ottava sigla di apertura di Naruto.
11. Around the World/Kandata (13 settembre 2006) - CM per Suzuki Swift.
12. Colors (8 novembre 2006) - Prima sigla di apertura di Code Geass: Lelouch of the Rebellion.
13. Answer (1º agosto 2007) - Colonna sonora del drama Tantei gakuen Q.
14. Fuyu no Amaoto/Night Parade (冬の雨音/Night Parade?, 28 novembre 2007) - by Flow∞Home Made Kazoku.
15. Arigatō (ありがとう? 20 febbraio 2008)
16. Word of the Voice (4 giugno 2008) - Seconda sigla di apertura di Persona -trinity soul-.
17. World End (13 agosto 2008) - Seconda sigla di apertura di Code Geass: Lelouch of the Rebellion R2.
18. Snow Flake (Kioku no Koshitsu)/Pulse (Snow Flake ～記憶の固執～/Pulse? 10 dicembre 2008)
19. Sign (13 gennaio 2010) - Sesta sigla di apertura di Naruto Shippuden.
20. Calling (12 maggio 2010) - Prima sigla di chiusura di Heroman.
21. Tabidachi Graffiti (24 novembre 2010)
22. 1/3 no Junjō na Kanjō (9 marzo 2011) cover del brano di Siam Shade, 1/3 no Junjou na Kanjou, originariamente utilizzato come sesta sigla di chiusura di Rurouni Kenshin
23. Hey!! (31 agosto 2011) - Terza sigla di apertura di Beelzebub.
24. Rock Climbers (22 febbraio 2012)
25. BraveLue (ブレイブルー?, Bureiburū, 5 settembre 2012) - Seconda sigla di apertura di Eureka Seven AO.
26. Hero (Kibō no Uta)/Cha-La Head-Cha-La (20 marzo 2013) - Colonna sonora di Dragon Ball Z: La battaglia degli dei.
27. Tokonatsu Endless" (September 4, 2013)
28. "Ai Ai Ai ni Utarete Bye Bye Bye" (February 26, 2014)
29. 7-seven(november 26,2014)
30. "Hikari Oikakete" (March 21, 2015)
31. "Niji no Sora" (august 8,2015)

### Album
- Splash!!! ~Haruka Naru Jishu Seisaku Best~ (21 maggio 2003)
- Game (26 maggio 2004)
- Golden Coast (20 luglio 2005)
- Isle (アイル?, Airu, 19 marzo 2008)
- #5 (ナンバーファイブ?, Nanbā Faibu, 28 gennaio 2009)
- Microcosm (16 giugno 2010)
- Black&White (22 febbraio 2012)
- Flow The Max!!! (27 marzo 2013)

### EP
- Nuts Bang!!! (22 luglio 2009)

### Raccolte
- Flow the Best 〜Single Collection〜 (20 dicembre 2006)
- Coupling Collection (4 novembre 2009)
- Flow Anime Best (23 marzo 2011)

### DVD
- The Play Off: Game 1 (1º dicembre 2004)
- Flow Countdown Live 2006-2007 "Kizuna Factory: Differ Toshiake" (21 marzo 2007)
- Flow Live Tour 2007-2008 "Isle" Final at Nippon Budokan (24 dicembre 2008)
- Flow First Zepp Tour 2011 "On The Line"